# Yeux bridés

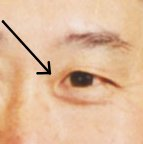
Homme asiatique (Leland Y. Yee) montrant un épicanthus autour de son œil gauche

Les yeux bridés sont dus à un épicanthus ou pli épicanthique, un repli vertical de la peau qui s'étend de la paupière supérieure au bord du nez. Il s'agit d'une caractéristique physique présente notamment chez les personnes asiatiques et leurs descendants (xanthodermes). Son origine est encore en grande partie inconnue, et bien que beaucoup de théories tentent d'en percer la création, aucune preuve irréfutable n'est venue s'imposer dans le milieu scientifique.
En français, on parle de "yeux en amande".
Ces yeux sont également présents chez les personnes souffrant de syndromes tels que la trisomie 21, le syndrome d'alcoolisation fœtale (SAF) ou encore le syndrome de Williams.
En Asie, selon la plupart des théories génétiques actuelles, les yeux bridés seraient issus de l'adaptation du corps humain au climat, des ancêtres de Sibérie orientale dont le pli protégeait l'œil de la forte réverbération du soleil sur la neige et la banquise, ainsi que du puissant blizzard soufflant alors sur ces plaines.
Cela est cependant discuté par de sérieuses sources. L'anthropologue Alain Froment avance plutôt que la seule hypothèse évolutive actuelle n'implique pas les avantages biologiques de la sélection naturelle mais la sélection sexuelle du fait des jugements esthétiques portés pour des raisons culturelles, rendant le caractère et sa diffusion plus présents de façon durable.
L'origine de ce pli épicanthique pourrait directement aussi être liée au concept de gènes pléiotropes.

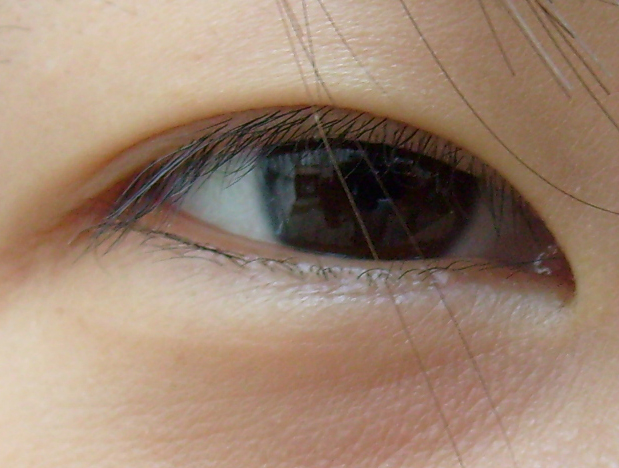
Détail
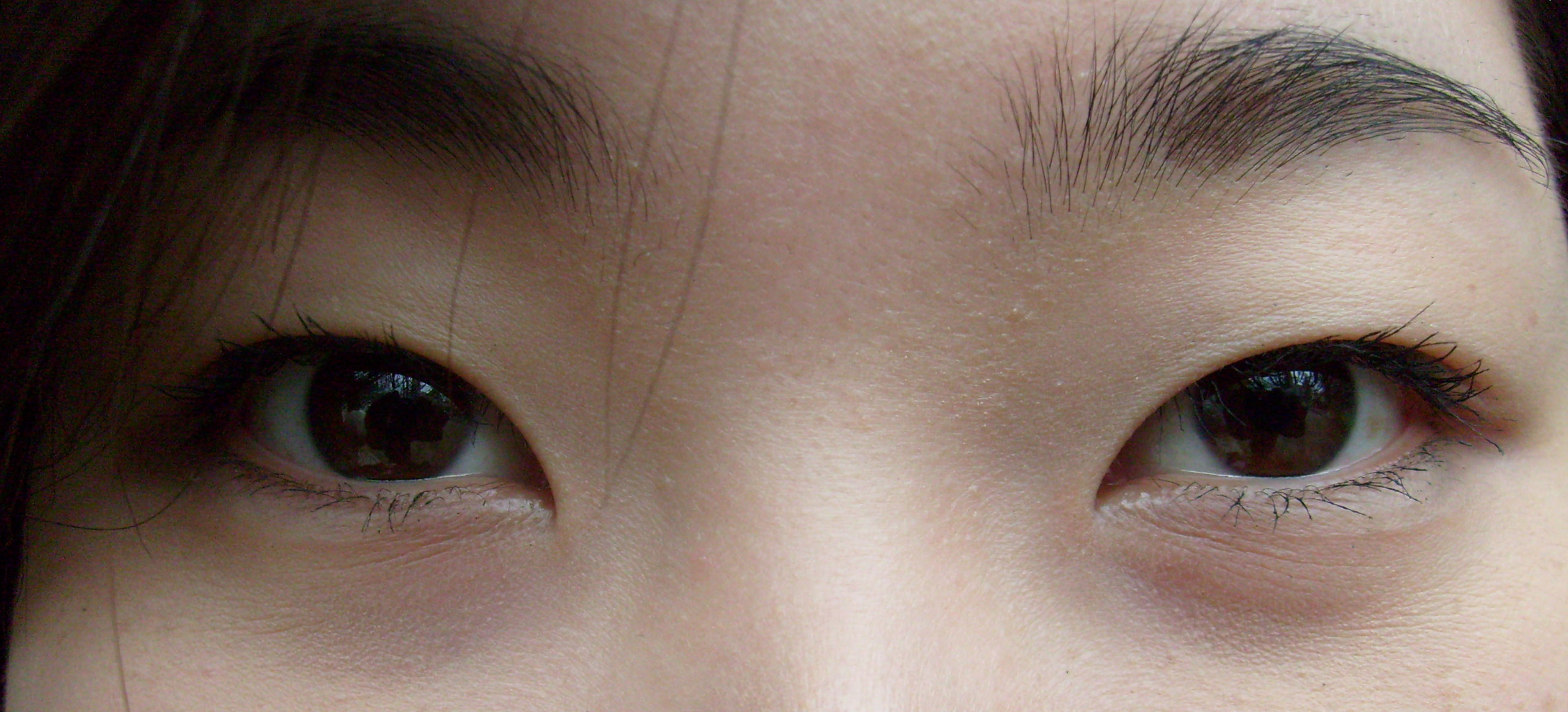
Jeune femme coréenne

## Répartition géographique
Les yeux bridés sont courants en Asie de l'Est, en Asie du Sud-Est, en Asie centrale.
Ils sont également présents parmi les peuples originaires d'Amérique (Amérindiens) et d'Arctique (tels que les Inuits).
Certains habitants de Madagascar présentent également ce trait, héritage de l'ascendance austronésienne d'une partie de la population. Enfin, on l'observe aussi chez les San d'Afrique du Sud, et ce trait se retrouve un peu en Europe du Nord, de l'Est et centrale.